# Калабатино
Калабатино (укр. Калабатине) — село в Березанском районе Николаевской области Украины.
Село Розенгейм основано в 1896 году переселенцами из немецкой колонии Карлсруэ. Население по переписи 2001 года составляло 204 человек. Почтовый индекс — 57440. Телефонный код — 5153. Занимает площадь 32,267 км².

## Местный совет
57440, Николаевская обл., Березанский р-н, с. Кимовка, ул. Ленина, 17